# Магомадов, Владимир Анатольевич
Владимир Анатольевич Магомадов (род. 16 мая 1985, Грозный, Чечено-Ингушская АССР, РСФСР, СССР) — оперный певец, контратенор, артист Большого театра, победитель II телевизионного конкурса вокалистов «Большая опера-2013».

## Биография
Родился в Грозном 16 мая 1985 года в семье рабочих. С началом первой чеченской войны семья переехала в Краснодарский край, в город Крымск.
Участвовал в детском фестивале «Океан улыбок», где на него обратили внимание композиторы Владимир Шаинский и Георгий Струве. После окончания школы в 2002 году поступил на подготовительное отделение в Краснодарский государственный институт культуры. Учёбу совмещал с активной концертной деятельностью. В 2005 году с третьего курса университета перешёл в ГИТИС на факультет музыкального театра (курс Розетты Яковлевны Немчинской). Занимался вокалом с заведующей кафедрой вокального искусства, профессором Тамарой Ильиничной Синявской.
Дебютировал в 2008 году, исполнив партию Орфея в опере К. В. Глюка «Орфей и Эвридика» (Учебный театр ГИТИС). Затем им была исполнена партия Принца Раджами в оперетте Имре Кальмана «Баядера» (Учебный театр ГИТИС).
После окончания ГИТИСа Маквалой Касрашвили был приглашён на прослушивание в Большой театр. Его первой ролью в Большом стала партия Ратмира в опере Глинки «Руслан и Людмила». Затем в Новосибирском театре оперы и балета исполнил партию Зибеля в опере Шарля Гуно «Фауст».
В 2013 году окончил аспирантуру Российского университета театрального искусства. В настоящее время Магомадов участвует в концертной деятельности, активно гастролирует. Приглашённый солист Большого театра России, Московсковского театра «Новая опера» имени Е. В. Колобова, Новосибирского государственного академического театра оперы и балета.

## Звания и призы
- Лауреат Всероссийского конкурса, посвящённого двухсотлетию А. С. Пушкина (II премия, Москва, 1998);
- Лауреат Международного конкурса-фестиваля «Жемчужина Крыма» (II премия, Керчь, 2000);
- Гран-при V Всероссийского конкурса-фестиваля «Золотой соловей» в номинации «Академическое пение» (Геленджик, 2004);
- Премия Народного артиста СССР Бориса Покровского за исполнение партии Орфея в опере К. В. Глюка «Орфей и Эвридика» и успешное постижение профессии актёра (Москва, 2009);
- Победитель II телевизионного конкурса вокалистов «Большая опера-2013» (Телеканал Россия К, Москва, 2013).
- Медаль «В честь 260 летия со дня рождения адмирала Д. Н. Сенявина» — за участие в возрождении православной святыни, родового храма великого адмирала Д. Н. Сенявина.12.08.2023 г.
- Лауреат- l премия международного конкурса "Большая романсиада-2024",номинация-"Ансамбль(дуэт)".